# Kneža, Cirkno
Kneža (nemško Grafendorf) je vas in katastrska občina v občini Cirkno (Kirchbach), na levi strani reke Zilje, 23,5 km zahodno od Šmohorja (nem. Hermagorja) v Gornji Ziljski dolini v okraju Šmohor na avstrijskem Koroškem na nadmorski višini 660 m. 1. januarja 2024 je vas imela 549 prebivalcev. Je največji kraj v trški občini Cirkno. 

## Geografska lega
Vas Kneža leži v Zgornji Ziljski dolini med Šmohorjem in Cirknim, na nadmorski višini 655 m. Nahaja se na levi strani malo stran od Ziljske ceste (B 111), ki kraj povezuje s sosednjimi kraji. Nad Knežo ležijo na pobočnih terasah na sončni strani gorske kmetije Schmalzgrube, Welzberg, Katlingberg in Lenzhof, ki tvorijo ločene vasi. Ob vznožju Reißkofela je zdravilišče Reißkofelbad.

## Zgodovina
Okoli leta 600 po Kr. so se Slovani in Avari spopadli z Langobardi pri potoku Grmnica (Griminitzen). Leta 1206 je kraj prvič omenjen v listini kot Grauendorf, kasneje kot Grevendorf. V 12. in 13. stoletju so Ziljski dolini gospodarili Goriški grofje. Območje vasi Kneža je spadal pod gospostvo Goldenstein (razvaline pri Goldbergu pri Dellachu). Leta 1525 je Zgornja Koroška in s tem Ziljska dolina postala del Ortenburške grofije in so jo do leta 1848 upravljali knezi Porcia. Od leta 1809 do 1814 je bila Ziljska dolina pod francosko oblastjo. 

## Pomembni objekti
- Župnijska cerkev Sv. Mihaela, romansko-gotska, z baročnimi dodatki
- Kapela Trpečemu odrešeniku
- Cerkev Sv. Helene v Wieserberg, romanska stavba